# Kanivský rajón
Kanivský rajón (ukrajinsky Канівський район) byl rajón v Čerkaské oblasti na Ukrajině. Hlavním městem byl Kaniv a rajón měl přibližně 19 tisíc obyvatel.

## Sídla v rajónu
- Kaniv

## Zajímavosti
- V roce 2023 byla publikována odborná práce o objevu prvního známého ptakoještěra z Ukrajiny, objeveného nedaleko města Kaniv.[2]